# بهجت‌آباد (نوشهر)
|نام‌رسمی=بهجت آباد
|روی‌نقشه= 
|عرض‌جغرافیایی=
|طول‌جغرافیایی=
|تصویر= 
|اندازه‌تصویر= 
|برچسب‌تصویر= 
|استان=مازندران
|شهرستان=نوشهر
|شهر = نوشهر
|دهستان=خیرودکنار
|نام‌محلی= شاباد
|نام‌های‌دیگر=شاه آباد
|نام‌های‌قدیمی= شاه آباد
|سال‌بنیاد= دهه ۴۰ 
|جمعیت= ۷۸۰ نفر
|رشدجمعیت=
|تراکم‌جمعیت=
|زبان=
|مساحت=
|ارتفاع= 
|میانگین‌دما=
|میانگین‌بارش‌سالانه=
|شمارروزهای‌یخبندان=
|ره‌آورد=
|پیش‌شماره=
|وب‌گاه=
|جمله‌خوشامد=
|پانویس=
}}
بهجت آباد، منطقه ایست از شهر بندری نوشهر| منطقه ۱۳ شهری شهرستان نوشهر در استان مازندران ایران.

## جمعیت
این روستا در دهستان خیرودکنار قرار دارد و براساس سرشماری مرکز آمار ایران در سال ۱۳۸۵، جمعیت آن ۷۸۰ نفر (۲۲۲خانوار) بوده‌است.